# Sombreno
Sombreno [somˈbreːno] è l'unica frazione del comune bergamasco di Paladina adagiata sul colle Gussa.

## Storia
La località è un piccolo villaggio agricolo di antica origine conosciuto come Breno, già comune nel 1169. Il borgo originale, posto su di un colle, era completo di castello con una piccola chiesa dedicata alla Madonna. La zona era povera e produceva frumento, miglio e vino. Il nome Sombreno gli fu dato dalla Repubblica Cisalpina per distinguerlo dall'omonimo Breno in Val Camonica, e ridotto a frazione di Paladina. Fu il governo austriaco a ridare il diritto di comune Sombreno nel 1815.
Il nuovo nome fu confermato prima dalla delibera del consiglio comunale del 26 ottobre 1863 e poi dal Regio Decreto dell'8 maggio 1864 del re Vittorio Emanuele II di Savoia.
Dopo l'unità d'Italia la popolazione crebbe da duecento a trecento abitanti. Fu il fascismo a decidere la soppressione del comune unendolo a Paladina, con Regio Decreto N. 589 del 21/03/1929. Il borgo ospita la Chiesa della Natività di Maria Vergine e Santi Fermo e Rustico risalente al Settecento.